# 헝가리 대 엘살바도르 (1982년 FIFA 월드컵)
헝가리 대 엘살바도르는 1982년 FIFA 월드컵 1차 조별 리그 3조의 2번째 경기이다. 이 경기는 스페인 엘체의 신구장에서 6월 15일에 헝가리와 엘살바도르가 맞붙은 경기였다. 헝가리는 이 경기에서 10-1로 이기며 월드컵 역사상 역대 공동 최다 점수차 승리 기록을 세웠다.
헝가리의 교체 투입 선수였던 키시 라슬로는 해트트릭을 득점했는데, 월드컵에서 교체 투입된 후 해트트릭을 달성한 유일한 사례이며, 7분 만에 3골을 넣어 월드컵 역사상 최단 시간 해트트릭도 완성했다.

## 배경
헝가리는 1938년과 1954년 월드컵에서 두 차례 결승전에 진출했다. 엘살바도르는 내전 난중에 본선에 진출했다.

엘살바도르의 월드컵 준비 계획은 전쟁이 발발하면서 수정되었다. 엘살바도르는 친선경기를 성사시키는데 애로가 많았고, 훈련 시간도 자주 중단되었다. 1982년 월드컵 기술보고서에 다음 내용이 기재되었다: 
엘살바도르는 체력, 기동력, 힘을 기반으로 훌륭히 준비 계획을 짰다. 이 계획은 흥미로웠지만, 특수한 정치적 상황으로 인해 본선을 앞두고 본래 계획한 바대로 이행할 수 없었다.
전쟁을 앞두고, 엘살바도르는 최종 명단을 재정 문제로 20명만 제출했다.(본래 최종 명단은 22명을 제출해야 했다.) 헝가리는 전력의 선수단을 파견했다. 엘살바도르 선수단이 가장 마지막으로 스페인에 입국했는데, 헝가리와의 경기를 사흘 앞두고 도착했다. 경기 전 날, 엘살바도르는 스페인의 대리인으로부터 구매한 비디오로 헝가리 선수들의 활약상을 영상으로 보았다.
앞서 1982년 1차 조별 리그 조추첨식에서 엘살바도르는 헝가리, 벨기에, 그리고 아르헨티나와 순서대로 3조에서 대결하는 것으로 확정되었다. 경기를 앞두고 전 대회 우승국 아르헨티나가 벨기에와의 개막전에서 0-1로 패했다. 헝가리는 이 경기를 승리하고도, 승점을 1점 더 수확하는데 그쳐 2차 조별 리그 진출이 좌절되었다.
헝가리는 이 경기 승리로 1974년 월드컵에서 자이르를 9-0으로 꺾은 유고슬라비아와 함께 9골 차로 역대 공동 최다 점수차 승리를 기록했다.

## 경기 상세 정보
| 헝가리                                                                                              | 10–1   | 엘살바도르   |
| --------------------------------------------------------------------------------------------------- | ------ | ------------ |
| 닐러시 4′, 83′ · 푈뢰슈케이 11′ · 퍼제커시 23′, 54′ · 토트 50′ · L. 키시 69′, 72′, 76′ · 센테시 70′ | 리포트 | 라미레스 64′ |

| 헝가리 | 엘살바도르 |

| GK          | 1  | 메사로시 페렌츠      |     |     |
| SW          | 3  | 발린트 라슬로        |     |     |
| DF          | 2  | 머르토시 죄죄        |     |     |
| DF          | 6  | 거러버 임레          |     |     |
| DF          | 4  | 토트 요제프          |     |     |
| MF          | 5  | 뮐레르 샨도르        |     | 68′ |
| MF          | 8  | 닐러시 티보르 (주장) | 74′ |     |
| MF          | 14 | 셜러이 샨도르        |     |     |
| FW          | 7  | 퍼제커시 라슬로      | 32′ |     |
| FW          | 9  | 퇴뢰치크 언드라시    |     | 56′ |
| FW          | 11 | 푈뢰슈케이 가보르    |     |     |
| 교체 선수:  |    |                      |     |     |
| FW          | 10 | 키시 라슬로          |     | 56′ |
| MF          | 12 | 센테시 라자르        |     | 68′ |
| MF          | 17 | 처포 카로이          |     |     |
| DF          | 19 | 버르거 요제프        |     |     |
| GK          | 21 | 커트지르즈 벨러      |     |     |
| 감독:       |    |                      |     |     |
| 메쇠이 칼만 |    |                      |     |     |

| GK              | 1  | 루이스 게바라 모라       |  |     |
| SW              | 3  | 호세 프란시스코 호벨     |  |     |
| DF              | 2  | 마리오 카스티요          |  |     |
| DF              | 15 | 하이메 로드리게스        |  |     |
| DF              | 4  | 카를로스 레시노스        |  |     |
| MF              | 8  | 호세 루이스 루가마스     |  | 26′ |
| MF              | 6  | 호아킨 벤투라            |  | 79′ |
| MF              | 10 | 노르베르토 우에소 (주장) |  |     |
| MF              | 13 | 호세 마리아 리바스       |  |     |
| FW              | 9  | 에베르 에르난데스        |  |     |
| FW              | 11 | 호르헤 곤살레스          |  |     |
| 교체 선수:      |    |                          |  |     |
| DF              | 5  | 라몬 파고아가            |  | 79′ |
| DF              | 12 | 프란시스코 오소르토      |  |     |
| FW              | 14 | 루이스 라미레스 사파타   |  | 26′ |
| MF              | 16 | 마우리시오 알파로        |  |     |
| GK              | 19 | 에두아르도 에르난데스    |  |     |
| 감독:           |    |                          |  |     |
| 피포 로드리게스 |    |                          |  |     |

| 부심: 하를러스 코르버르 (네덜란드) 헤닝 룬-쇠렌센 (덴마크) |

## 경기 후
앞서 벨기에가 아르헨티나를 1골 차이로 이기고 역대급 대승을 거둔 헝가리는 +9의 골득실차로 선두에 올라섰다. 그러나, 헝가리는 아르헨티나와의 그 다음 경기를 1-4로 패하면서, 2차 조별 리그에 오르기 위해 벨기에전 승리가 절실했다. 그러나, 헝가리는 이 경기를 1-1로 비기면서 1차 조별 리그를 넘지 못하고 탈락했다. 이에도 불구하고, 헝가리는 3경기에서  1득점 13실점을 기록해 전체 꼴찌로 마감한 중미 국가를 제치고 1차 조별 리그를 3위로 대회를 마쳤다.

## 같이 보기
- 스페인 10-0 타히티 (2013년 FIFA 컨페더레이션스컵)
- 미국 대 태국 (2019년 FIFA 여자 월드컵)
- 엘살바도르의 FIFA 월드컵 성적
- 헝가리의 FIFA 월드컵 성적